# Canadarm2

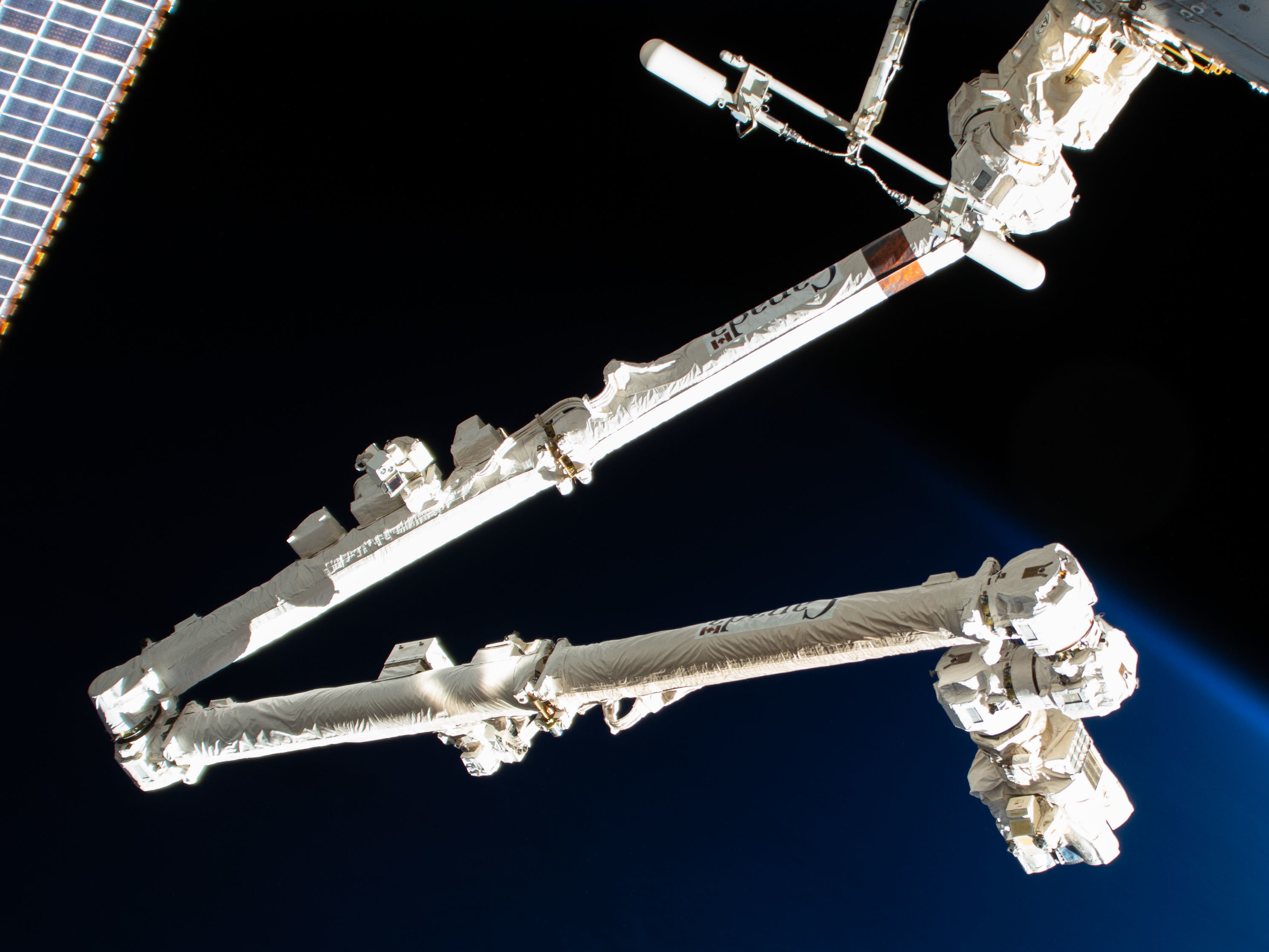
Canadarm2

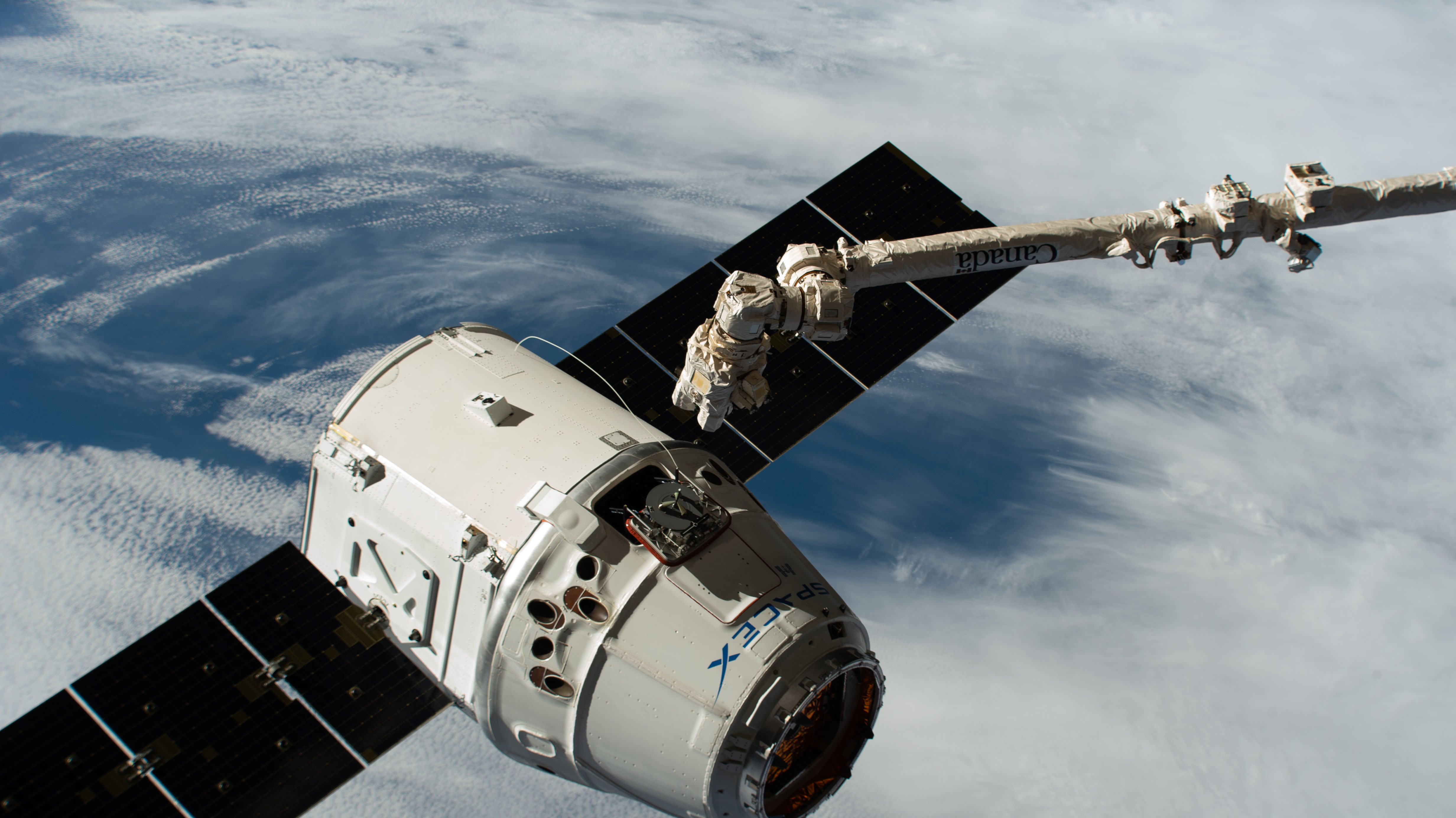
Canadarm2 nähert sich der PDGF einer Dragon

Canadarm2 ist ein Multifunktionsroboterarm auf der Internationalen Raumstation (ISS). Der offiziell als Space Station Remote Manipulator System (SSRMS) bezeichnete Arm ist der kanadische Beitrag zur ISS. Er ist Teil des Mobile Servicing System (MSS), das für den Zusammenbau der Station, für Transport-, Wartungs- und Reparaturarbeiten außerhalb der ISS sowie für die Bedienung von externen Anlagen und Experimenten vorgesehen ist.
Seit Raumtransporter die ISS anfliegen, die nicht selbständig ankoppeln können, wird der Arm auch genutzt, um diese Frachter „einzufangen“ und an den Koppelstutzen zu bugsieren. Dieses (englisch) „Berthing“ genannte Verfahren wurde erstmals 2009 bei HTV-1 Kounotori angewandt, später auch bei Dragon und Cygnus. Für die Frachtversion des Dream Chasers[veraltet] ist es ebenfalls geplant.
Der Canadarm2 wurde vom kanadischen Raumfahrtunternehmen MDA Space Missions entwickelt und gebaut. Er ist eine Weiterentwicklung des bereits in der Shuttle-Flotte eingesetzten Modells.
Die Anlieferung an die Station erfolgte durch die Shuttle-Mission STS-100 im April 2001 und wurde durch STS-104 im Juli 2001 komplettiert.

## Technische Beschreibung

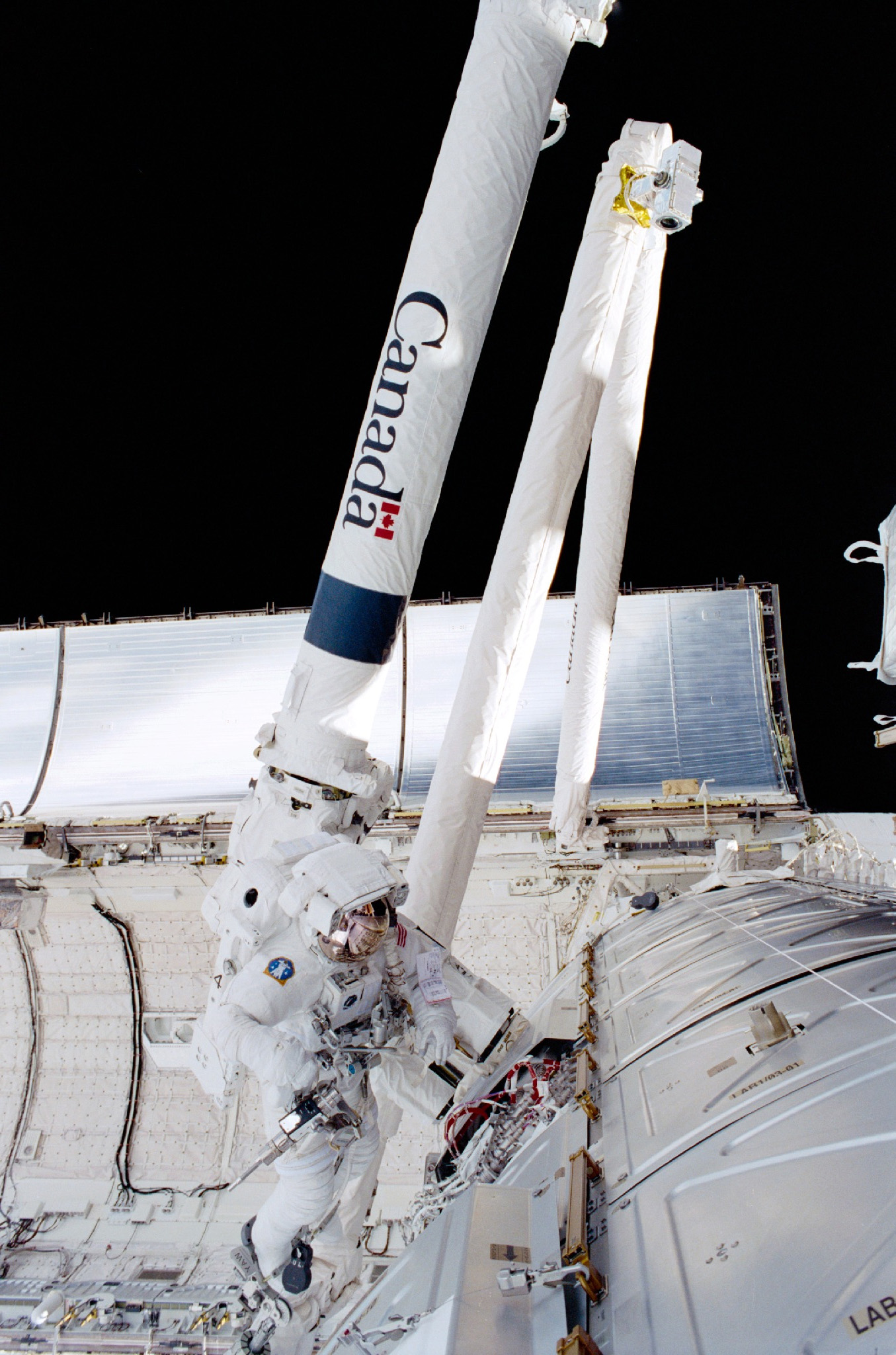
Canadarm2-Montage während STS-100

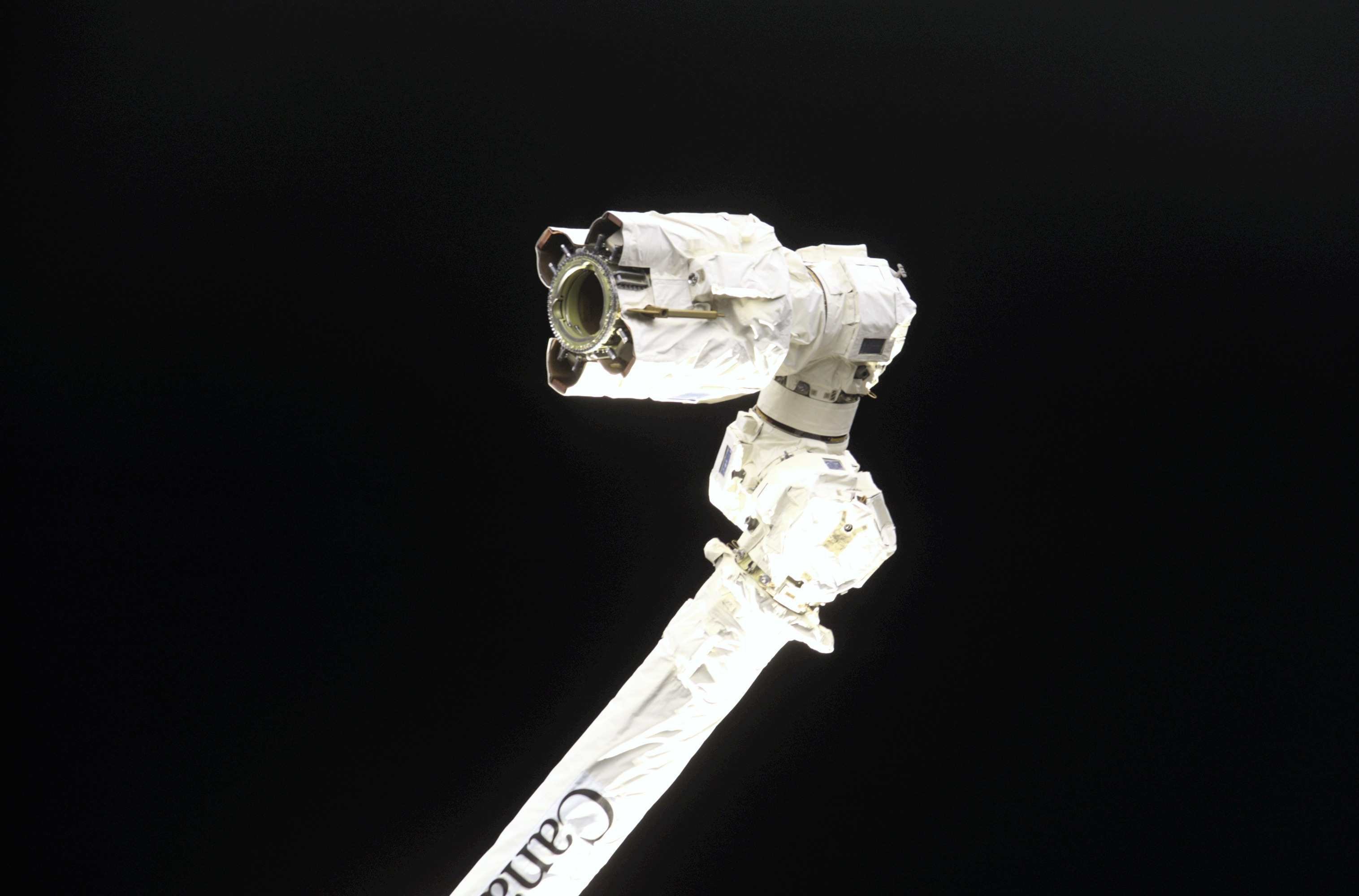
Endeffektor des Canadarm2

Canadarm2 besteht aus drei Teilen, ist 17,6 Meter lang und kann bei einer Eigenmasse von 1,8 Tonnen maximal 116 Tonnen bewegen. Die maximale Leistungsaufnahme liegt bei lediglich zwei Kilowatt. Ohne Last kann sich die Spitze des Arms mit 37 cm/s bewegen, unter Volllast mit 1,2 cm/s. Der Anhalteweg liegt dann bei 60 cm. An jedem Gelenk kann dabei mehr als eine volle Drehung vollzogen werden (540°).
Wie die meisten Anlagen und Geräte der Internationalen Raumstation ist auch der Manipulator modular aufgebaut. Jedes Modul kann in der Station repariert oder ausgewechselt werden.
Der Canadarm2 ist nicht fest an einen Punkt mit der ISS verbunden, sondern kann – nicht zuletzt dank seiner sieben Freiheitsgrade – auf unterschiedliche Weise an der Station entlang bewegt werden.
Der Roboterarm verfügt an beiden Enden über eine Greifmechanik (englisch Latching End Effectors – LEEs) die mit Schnittstellen für Daten- und Energieversorgung ausgestattet sind. Weiterhin sind an verschiedenen Stellen der Station dazu passende Konnektoren, sogenannte Power Data Grapple Fixtures (PDGF) montiert, an denen der Arm fixiert werden kann. So kann der Canadarm2 mit einem raupenartigen Bewegungsablauf, von PDGF zu PDGF über das amerikanische Segment der ISS wandern.
Alternativ kann Canadarm2 mit dem so genannten Mobile Transporter verbunden werden und über ein Schienensystem entlang der Integrated Truss Structure der Station bewegt werden.
Die computergestützte Steuerung erfolgt von speziellen Racks im Inneren der Station aus. Über vier Videokameras (zwei am „Ellbogen“-Gelenk und eine an jedem Ende) werden dabei Bilder zur Steuerkonsole im amerikanischen Stationsteil übermittelt, von der aus die Raumfahrer jede Bewegung auch ohne direkten Sichtkontakt verfolgen und über die Fernbedienung steuern. Simulatoren befinden sich im Avionics Systems Laboratory des Johnson Space Center und im Europäischen Astronautenzentrum.

## Enhanced International Space Station Boom Assembly
Das Orbiter Boom Sensor System (OBSS) war ein 15,24 m (50 Fuß) langer Arm, der mit der Shuttle-Flug STS 114 zur ISS geflogen wurde. Er diente als Verlängerung des Canadarm, dadurch konnte die Gesamtlänge des Roboterarms auf 30 m verlängert werden. An einem Ende war das OBSS mit einem Instrumentenpaket aus Lasern und Kameras bestückt, um die Führungskanten an den Flügeln, der Nase und der Mannschaftsteil der Space Shuttle nach jedem Start und vor der Landung zu überprüfen. Falls den Flugingenieuren weitere Stellen verdächtig vorgekommen wären, hätte diese Stellen auch untersucht werden können.
Das System wurde mit dem Shuttle Discovery auf der „Return to Flight“-Mission zur ISS gebracht und verblieb dort bis zur Ausmusterung der Shuttle Flotte im Jahre 2011. Es wurde zur Inspektion der Hitzeschilde, des sogenannten Thermal Protection Systems (TPS) der Space Shuttle der NASA verwendet, da sich die Beschädigungen der Hitzeschilde während der Startphase als ursächlich für den Absturz fer Columbia erwiesen hatten. Das OBSS war von zentraler Bedeutung für eine detaillierte Inspektion der Space Shuttle, da der eigentliche Canadarm zu kurz war, um alle Bereiche der Space Shuttle zu inspizieren.
Der Ausleger entsprach im Wesentlichen dem Canadarm selbst, die einzige Modifikation war die Fixierung der Gelenke fest sind. Die OBSS-Arme für die drei verbleibenden Orbiter wurden relativ schnell gefertigt, vor allem weil einige Ersatzteile des Canadarm-Systems verwendet wurden.
Am hinteren Ende des OBSS sind zwei Instrumentierungspakete installiert. Das Sensorpaket 1 besteht aus dem Laser Dynamic Range Imager (LDRI) und einer Intensified Television Camera (ITVC). Das Sensorpaket 2 umfasst das Laser Camera System (LCS) und eine Digitalkamera (IDC). Die Sensoren zeichnen mit einer Auflösung von wenigen Millimetern auf und scannen mit einer Geschwindigkeit von etwa 64 mm pro Sekunde.
Der Arm ist außerdem mit Handläufen ausgestattet, sodass Raumfahrern im Falle von Reparaturen während des Fluges Zugang zum Unterboden des Shuttles gewährt werden konnte.
Das OBSS konnte seine Nützlichkeit nicht nur bei der Inspektion der Space Shuttles beweisen, auch bei einem Reparatureinsatz an der ISS während der Space Shuttle Mission STS-120 bewährt sich dieses System, bei diesem Einsatz konnte der Missionsspezialist Scott E. Parazynski das Solarpanel P6 reparieren, dieser Einsatz gilt als der komplizierteste in der Geschichte der ISS.
Auch die Vergrößerung der Reichweite des Canadarm durch das OBSS erwies sich für den weiteren Betrieb der Station als nützlich, aus diesen Gründen plante die NASA das OBSS dauerhaft auf der ISS zurückzulassen.
Dieser Plan führte zu einer Reihe von Modifikationen am OBSS, das heute als „Enhanced ISS Boom Assembly“ bekannt ist. Dazu gehörte die Ergänzung einer Power Data and Grapple Fixture, die die Verbindung des Roboterarms am Ende des Auslegers mit einer Canadarm2-kompatiblen Greifvorrichtung ermöglicht, um die Nutzung der Station zu erleichtern. Der Ausleger wurde beim vierten Weltraumspaziergang von STS-134 am 27. Mai 2011 auf der integrierten Fachwerkstruktur S1 der ISS verstaut. Die OBSS-Sensoren wurden während des EVA abgeklemmt und sind nicht dafür ausgelegt, den thermischen Bedingungen außerhalb der ISS ohne Stromversorgung standzuhalten. Die Modifikation der Greifvorrichtung könnte jedoch die zukünftige Montage solcher Geräte am OBSS ermöglichen. An der Station bekam das Gerät die Bezeichnung Enhanced International Space Station Boom Assembly (deutsch etwa: Erweiterter Internationaler-Raumstations-Ausleger.)

## Ereignisse
Im Mai 2021 wurde der Arm von Weltraumschrott gestreift.